# Luftflotte Reich
La Luftflotte Reich  (flotte aérienne du Reich) a été l'une des principales divisions de la Luftwaffe allemande durant la Seconde Guerre mondiale.

## Création et différentes dénominations
Elle a été formée le 5 février 1944 de la Luftwaffenbefehlshaber Mitte à Berlin-Wannsee. Sa tâche principale était de défendre l'espace aérien allemand lors de la campagne de la défense du Reich.
| Début          | Fin            | Nom |
| -------------- | -------------- | --- |
| 1er avril 1936 | 4 février 1938 | Luftgau-Kommando Berlin renommé Luftgau-Kommando IV puis renommé Luftgau-Kommando III et renommé enfin Luftgau-Kommando IV |
| 4 février 1938 | 3 octobre 1939 | Stab/Luftgau-Kommando III                                                                                                  |
| 3 octobre 1939 | 24 mars 1941   | Stab/I. Flakkorps (de) |
| 24 mars 1941   | 5 février 1944 | Luftwaffenbefehlshaber Mitte                                                                                               |
| 5 février 1944 | 8 mai 1945     | Luftflotte Reich |

## Zones d'engagements
- 1944 : Ciel de l'Allemagne
- 1945 : Ciel de l'Allemagne

## Commandement

Drapeau du chef de la Luftflotte

| Début          | Fin        | Grade         | Nom                 |
| -------------- | ---------- | ------------- | ------------------- |
| 5 février 1944 | 8 mai 1945 | Generaloberst | Hans-Jürgen Stumpff |

## Chef d'état-major
| Début          | Fin         | Grade        | Nom                                |
| -------------- | ----------- | ------------ | ---------------------------------- |
| 5 février 1944 | 12 mai 1944 | Generalmajor | Sigismund Freiherr von Falkenstein |
| 12 mai 1944    | 8 mai 1945  | Generalmajor | Andreas Nielsen                    |

## Quartier Général
Le Quartier Général se déplaçait suivant l'avancement du front.
| Début          | Fin          | Ville                            |
| -------------- | ------------ | -------------------------------- |
| 5 février 1944 | 3 avril 1945 | Berlin-Wannsee                   |
| 3 avril 1945   | 9 avril 1945 | Stapelburg                       |
| 9 avril 1945   | 8 mai 1945   | Quassel, à proximité de Hambourg |

## Unités subordonnées
- Luftwaffenkommando West : 28 septembre 1944 - 1er avril 1945
- IX. Fliegerkorps (J) : septembre 1944 - 13 novembre 1944
- I. Jagdkorps : 5 février 1944 - 26 janvier 1945
- 14. Flieger-Division : 1er avril 1945 - 8 mai 1945
- 15. Flieger-Division : 1er avril 1945 - 8 mai 1945
- Jagdabschnittsführer Ruhrgebiet : 1944
- Luftgau-Kommando I : 5 février 1944 - 8 août 1944
- Luftgau-Kommando III : 5 février 1944 - 8 mai 1945
- Luftgau-Kommando V :  septembre 1944 - avril 1945
- Luftgau-Kommando VI : 5 février 1944 - Février 1945
- Luftgau-Kommando VII : 5 février 1944 - mars 1945
- Luftgau-Kommando VIII : 5 février 1944 - 23 janvier 1945 / 1er mars 1945 - 8 mai 1945
- Luftgau-Kommando XI : 5 février 1944 - 8 mai 1945
- Luftgau-Kommando XII : 5 février 1944 - 1er avril 1944
- Luftgau-Kommando XIV :  septembre 1944 - mars 1945
- Luftgau-Kommando XVI : Décembre 1944 -janvier 1945
- Luftgau-Kommando XVII : 5 février 1944 - 1er mars 1945
- 30. Flak-Division : Février 1945 - 8 mai 1945
- 5. Flak-Brigade : Octobre 1944 - Février 1945